# Копылов, Михаил Николаевич
Михаи́л Никола́евич Копылов (род. 1955) — российский учёный-юрист, доктор юридических наук (2001), профессор (2003), лауреат премии имени А. Ф. Кони (2015).

## Биография
Родился 11 июня 1955 года в Новосибирске.
В 1977 году — с отличием окончил международно-правовой факультет МГИМО МИД СССР по специальности «юрист-международник со знанием иностранного языка», затем продолжил там учёбу в заочной аспирантуре.
С 1977 по 1982 годы — работал в ГосНИИ гражданской авиации МГА СССР.
В 1980 году — защитил кандидатскую диссертацию, тема: «Международно-правовое регулирование полетов воздушных судов над открытым морем» (научный руководитель — профессор С. В. Молодцов).
С 1982 года по настоящее время работает в Российском университете дружбы народов — доцент, затем — профессор кафедры международного права, с 1998 года — декан-куратор юридического отделения Института дистантного образования (с 2008 года — Институт международных программ) РУДН.
В 2001 году — защитил докторскую диссертацию, тема: «Право на развитие и экологическая безопасность развивающихся государств (международно-правовые вопросы)», в 2003 году — присвоено учёное звание профессора.
В марте 2011 года ИМП РУДН был преобразован в Институт международных программ и сравнительной образовательной политики (ИМП и СОП) РУДН и там назначен на должность руководителя направления «Юриспруденция».

## Научная деятельность
Ведет изучение проблем теории и практики международного права, международного экологического права, международного воздушное права, международного морское права, экологического права, международного космическое права, земельного права.
Внес большой вклад в разработку проблем отраслевых (специальных) принципов международного экологического права, классификации воздушного пространства на виды, кодификации военных аспектов экологической безопасности, экологического районирования в международном и внутригосударственном праве, юридической ответственности за экологические преступления, создания и функционирования безъядерных зон и зон, свободных от ядерного оружия.
Сформулировал концепцию кодификации и прогрессивного развития международного экологического права.
Доказал необходимость преобразования Программы ООН по окружающей среде в полноценную экологическую организацию на базе международного договора, создания международной экологической администрации, включения экологической проблематики в Устав ООН. Раскрыл юридическое содержание права на благоприятную окружающую среду, а также ряда принципов международного экологического права.
Автор более 130 работ, из них 9 монографий, 6 учебников с грифом, 8 учебных пособий.
Под его руководством защищено 8 кандидатских диссертаций.

## Общественная деятельность
- член Российской ассоциации международного права (РАМП)
- член кураториума Международной ассоциации журналистов за экологическую безопасность (Германия)
- член редколлегии журнала Российской ассоциации международного права «Международное право-International Law»
- действительный член Российской академии естественных наук (2001), Российской экологической академии, Международной академии наук экологии и безопасности жизнедеятельности, ассоциированной с Департаментом общественной информации ООН

## Награды
- Премия имени А. Ф. Кони (2015) — за цикл работ по единой тематике «Российская концепция международного экологического права»
- Благодарность министра гражданской авиации СССР (1981)
- Почётная грамота Министерства образования Российской Федерации (2003)
- Почётная грамота в связи с 45-летием РУДН (2005)
- Почётная медаль Российской ассоциации международного права имени Григория Ивановича Тункина (2007)